# 小行星8142
小行星8142（英語：8142 Zolotov）是一颗围绕太阳公转的小行星。1982年10月20日，柳德米拉·卡拉季奇在克里米亚发现了此天体。
这颗小行星的绝对星等为313.66555等。